# Quint Fulvi Gil·ló
Quint Fulvi Gil·ló (en llatí Quintus Fulvius Gillo) va ser un militar i magistrat romà del segle ii aC.
Era legat de Publi Corneli Escipió Africà a Àfrica. Escipió el va enviar a Cartago l'any 203 aC. L'any 200 aC va ser nomenat pretor i va obtenir Sicília com a província.